# Festival di Sanremo 1997
(Motto del Festival, ideato da Piero Chiambretti)
Il quarantasettesimo Festival di Sanremo si svolse al teatro Ariston di Sanremo dal 18 al 22 febbraio 1997 con la conduzione di Mike Bongiorno (alla sua undicesima e ultima edizione del Festival, da cui mancava dal 1979), affiancato da Piero Chiambretti (vestito da angelo ed appeso ad un filo per quattro serate e da diavolo nella serata finale) e Valeria Marini.
La regia fu curata da Luigi Martelli, la scenografia da Armando Nobili e la direzione d'orchestra da Gianfranco Lombardi. La direzione artistica fu affidata a Carla Vistarini, Pino Donaggio e Giorgio Moroder. Responsabile Rai fu Mario Maffucci. Tra gli autori sono presenti Maurizio D'Adda e Gianpietro Vigorelli, quest'ultimo autore dello storico slogan Comunque vada sarà un successo. 
L'edizione fu vinta dai Jalisse con il brano Fiumi di parole per la categoria Campioni e da Paola & Chiara con il brano Amici come prima per le Nuove proposte. La vittoria dei Jalisse arrivò a sorpresa, essendo gli stessi praticamente sconosciuti al grande pubblico, ed il singolo non ottenne un significativo riscontro commerciale, malgrado il buon piazzamento (quarto su 25 partecipanti) al successivo Eurovision Song Contest, tanto che il duo vincitore, pur proseguendo la propria carriera, non riuscì mai ad affermarsi nella scena musicale italiana di primo piano. Diverso fu il destino di Paola & Chiara, il cui brano ottenne un ottimo riscontro di vendite e proiettò al successo il duo, la cui notorietà sarebbe perdurata per tutto il primo decennio del nuovo secolo. Fra i Campioni ebbero ottimi riscontri di vendite Patty Pravo con e dimmi che non vuoi morire, che vinse anche il Premio della critica, e Nek con la canzone Laura non c'è, divenuta un vero e proprio tormentone.  Si fecero notare, tra i big la cantautrice Carmen Consoli con il brano Confusa e felice, tra le Nuove proposte, due giovani cantautori: Alex Baroni con la canzone Cambiare e Niccolò Fabi con il brano Capelli. Quest’ultimo risultò vincitore del Premio della critica «Mia Martini» per le Nuove proposte.

## Partecipanti

### Sezione Campioni

La sorpresa Jalisse, vincitori nella categoria Campioni (tramite ripescaggio dall'edizione precedente) grazie a Fiumi di parole.

| Interprete         | Ultime partecipazioni al Festival |
| ------------------ | --------------------------------- |
| Adriana Ruocco     | 1996 (tra le Nuove proposte)      |
| Al Bano            | 1996                              |
| Alessandro Errico  | 1996 (tra le Nuove proposte)      |
| Alessandro Mara    | 1996 (tra le Nuove proposte)      |
| Anna Oxa           | 1990                              |
| Camilla            | 1996 (tra le Nuove proposte)      |
| Carmen Consoli     | 1996 (tra le Nuove proposte)      |
| Cattivi Pensieri   | Esordienti                        |
| Dirotta su Cuba    | Esordienti                        |
| Fausto Leali       | 1992                              |
| Francesco Baccini  | Esordiente                        |
| Jalisse            | 1996 (tra le Nuove proposte)      |
| Leandro Barsotti   | 1996 (tra le Nuove proposte)      |
| Loredana Bertè     | 1995                              |
| Marina Rei         | 1996 (tra le Nuove proposte)      |
| Massimo Ranieri    | 1995                              |
| Maurizio Lauzi     | 1996 (tra le Nuove proposte)      |
| Nek                | 1993 (tra le Novità)              |
| New Trolls e Greta | 1996 ed Esordiente                |
| O.R.O.             | 1996 (tra le Nuove proposte)      |
| Olivia             | 1996 (tra le Nuove proposte)      |
| Patty Pravo        | 1995                              |
| Petra Magoni       | 1996 (tra le Nuove proposte)      |
| Pitura Freska      | Esordienti                        |
| Ragazzi Italiani   | Esordienti                        |
| Silvia Salemi      | 1996 (tra le Nuove proposte)      |
| Syria              | 1996 (tra le Nuove proposte)      |
| Tosca              | 1992 (tra le Novità)              |
| Toto Cutugno       | 1995                              |

### Sezione Nuove proposte

Le debuttanti Paola & Chiara, vincitrici nella sezione Nuove proposte con Amici come prima.

| Interprete       | Ultime partecipazioni al Festival |
| ---------------- | --------------------------------- |
| Alex Baroni      | Esordiente                        |
| D.O.C. Rock      | Esordienti                        |
| Domino           | Esordiente                        |
| Luca Lombardi    | Esordiente                        |
| Massimo Caggiano | Esordiente                        |
| Mikimix          | Esordiente                        |
| Niccolò Fabi     | Esordiente                        |
| Paola & Chiara   | Esordienti                        |
| Paolo Carta      | Esordiente                        |
| Randy Roberts    | Esordiente                        |
| Tony Blescia     | 1993                              |
| Vito Marletta    | Esordiente                        |

## Classifica, canzoni e cantanti

### Sezione Campioni
| Posizione | Interprete         | Canzone                        | Autori                                                                  | Voti ricevuti |
| --------- | ------------------ | ------------------------------ | ----------------------------------------------------------------------- | ------------- |
| 1º        | Jalisse            | Fiumi di parole                | C. Di Domenico, A. Drusian e F. Ricci                                   | 15.325        |
| 2º        | Anna Oxa           | Storie                         | Depsa, M. Marati, S. Monetti, A. Valsiglio e F. Zanotti                 | 14.911        |
| 3º        | Syria              | Sei tu                         | C. Mattone e A. Salerno                                                 | 14.753        |
| 4º        | Silvia Salemi      | A casa di Luca                 | G. Artegiani                                                            | 14.635        |
| 5º        | Fausto Leali       | Non ami che te                 | R. Pacco                                                                | 14.550        |
| 6º        | O.R.O.             | Padre Nostro                   | E. Ruggeri e M. Manzani                                                 | 14.145        |
| 7º        | Nek                | Laura non c'è                  | A. De Sanctis, F. Neviani e M. Varini                                   | 13.995        |
| 8º        | Patty Pravo        | ...e dimmi che non vuoi morire | V. Rossi, G. Curreri e R. Ferri                                         | 13.490        |
| 9º        | Massimo Ranieri    | Ti parlerò d'amore             | G. Togni e G. Morra                                                     | 13.016        |
| 10º       | Tosca              | Nel respiro più grande         | S. Tamaro e R. Cellamare                                                | 13.009        |
| 11º       | Francesco Baccini  | Senza tù                       | G. Conte e F. Baccini                                                   | 12.805        |
| 12º       | Dirotta su Cuba    | È andata così                  | Cheope, S. De Donato, P. D'Emilio, R. Gentili, S. Bencini e A. Ravasini | 12.403        |
| 13º       | Marina Rei         | Dentro me                      | M. Rei e F. Minoia                                                      | 12.342        |
| 14º       | Al Bano            | Verso il sole                  | V. Cidda e A. Carrisi                                                   |               |
| 15º       | Cattivi Pensieri   | Quello che sento               | C. Farolfi, D. De Marinis, D. Bosio e N. Fragile                        |               |
| 16º       | Pitura Freska      | Papa nero                      | M. F. Forieri, S. O. Skardy, V. Silvestri, C. Verardo e F. Duse         |               |
| 17º       | Toto Cutugno       | Faccia pulita                  | S. Cutugno                                                              |               |
| 18º       | Ragazzi Italiani   | Vero amore                     | A. Galbiati, C. Palmas e M. G. Fontana                                  |               |
| 19º       | New Trolls e Greta | Alianti liberi                 | E. Palumbo, M. Cattapani, V. De Scalzi, N. Di Palo e S. Labate          |               |
| 20º       | Loredana Bertè     | Luna                           | L. Bertè e M. Piccoli                                                   |               |
| NF        | Alessandro Mara    | Attimi                         | A. Maraniello                                                           |               |
| NF        | Camilla            | Come ti tradirei               | F. Casalino e M. Violante                                               |               |
| NF        | Carmen Consoli     | Confusa e felice               | C. Consoli                                                              |               |
| NF        | Alessandro Errico  | E penserò al tuo viso...       | A. Errico, A. Campisano e R. Gori                                       |               |
| NF        | Leandro Barsotti   | Fragolina                      | L. Barsotti                                                             |               |
| NF        | Maurizio Lauzi     | Il capo dei giocattoli         | M. Lauzi                                                                |               |
| NF        | Olivia             | Quando viene sera              | S. Borzi e A. Zelli                                                     |               |
| NF        | Adriana Ruocco     | Uguali uguali                  | F. Migliacci, E. Migliacci e R. Zappalorto                              |               |
| NF        | Petra Magoni       | Voglio un dio                  | R. Banchelli                                                            |               |

### Sezione Nuove proposte
| Posizione | Interprete       | Canzone                     | Autori                                                     |
| --------- | ---------------- | --------------------------- | ---------------------------------------------------------- |
| 1º        | Paola & Chiara   | Amici come prima            | P. Iezzi e C. Iezzi                                        |
| F         | Alex Baroni      | Cambiare                    | A. Baroni, M. Calabrese, M. Rinalduzzi e M. D'Angelo       |
| F         | Niccolò Fabi     | Capelli                     | C. Dazzi, N. Fabi e R. Sinigallia                          |
| F         | Mikimix          | E la notte se ne va         | M. Bonsanto, U. Bolzoni,G. Bianchi, M. Salvemini           |
| F         | Tony Blescia     | E ti sento                  | T. Blescia, G. Panceri e B. Santori                        |
| F         | Vito Marletta    | Innamorarsi è               | G. Caliendo, F. Marino, D. Vuolo-Famiglietti e V. Marletta |
| F         | Domino           | Io senza te                 | Domino, P. Aloise e L. Lopez                               |
| F         | Randy Roberts    | No stop                     | C. Mattone                                                 |
| F         | Paolo Carta      | Non si può dire mai... mai! | G. Panceri, P. Carta e N. Costa                            |
| F         | Massimo Caggiano | Ora che ci sei              | M. Morante, M. Caggiano, L. Aita e G. Guarracino           |
| F         | D.O.C. Rock      | Secolo crudele              | G. Artegiani, F. Tartaglia e P. Chiariello                 |
| F         | Luca Lombardi    | Sonia dice di no            | D. Pinelli e L. Lombardi                                   |

## Regolamento
Una interpretazione per brano.
- 1ª serata: 16 Campioni + 13 Nuove proposte del 1996 (4 proseguono la gara nella sezione Campioni)
- 2ª serata: 10 Campioni + 6 Nuove proposte
- 3ª serata: 10 Campioni + 6 Nuove proposte
- 4ª serata: 12 Nuove proposte (proclamazione vincitore)
- 5ª serata: 20 Campioni (proclamazione vincitore)

## Ascolti
Risultati di ascolto delle varie serate, secondo rilevazioni Auditel.
| Serate             | Data               | Telespettatori | Share  |
| ------------------ | ------------------ | -------------- | ------ |
| I                  | 18 febbraio 1997   | 13 140 000     | 58,74% |
| II                 | 19 febbraio 1997   | 13 626 000     | 52,36% |
| III                | 20 febbraio 1997   | 13 997 000     | 55,55% |
| IV                 | 21 febbraio 1997   | 13 382 000     | 55,63% |
| Finale             | 22 febbraio 1997   | 15 562 000     | 68,29% |
| Media delle serate | Media delle serate | 13 941 000     | 58,11% |

## Premi e riconoscimenti

Patty Pravo, premiata dalla critica per ...e dimmi che non vuoi morire.

- Premio della Critica "Mia Martini" sezione Campioni: Patty Pravo con ...e dimmi che non vuoi morire
- Premio della Critica "Mia Martini" sezione Nuove proposte: Niccolò Fabi con Capelli
- Premio Volare per il miglior testo: Giampiero Artegiani per A casa di Luca e Maurizio Lauzi per Il capo dei giocattoli
- Premio Volare per la migliore musica: Gaetano Curreri e Roberto Ferri per ...e dimmi che non vuoi morire
- Premio Volare per il miglior arrangiamento: Peppe Vessicchio per Sei tu
- Premio "Miglior voce del Festival": Alex Baroni
- Premio Volare per la miglior interpretazione: Alex Baroni per Cambiare e Domino per Io senza te

## Orchestra
L'orchestra della Rai fu diretta dal maestro Gianfranco Lombardi. Le canzoni dei cantanti in gara furono dirette dai maestri: 
- Mario Arcari per Tosca
- Maurizio Bassi per Loredana Bertè
- Federico Capranica per i Ragazzi Italiani, Al Bano, Leandro Barsotti e Luca Lombardi
- Vincenzo Caruso per Massimo Caggiano
- Gabriele Comeglio per Camilla
- Nicola Costa per Paolo Carta
- Pierpaolo D'Emilio per i Dirotta su Cuba, i New Trolls e Greta
- Massimo Di Vecchio per Silvia Salemi
- Lucio Fabbri per i Jalisse, Olivia, i Pitura Freska e Paola & Chiara
- Fabrizio Foschini per Massimo Ranieri
- Riccardo Galardini per gli O.R.O.
- Margherita Graczyk per Carmen Consoli
- Umberto Iervolino per Alessandro Mara
- Adelmo Musso per Adriana Ruocco e i D.O.C. Rock
- Pinuccio Pirazzoli per Toto Cutugno
- David Sabiu per Nek
- Bruno Santori per Tony Blescia
- Gianluca Sibaldi per Petra Magoni
- Vince Tempera per Fausto Leali, i Cattivi Pensieri e Maurizio Lauzi
- Celso Valli per Patty Pravo e Alessandro Errico
- Peppe Vessicchio per Syria, Marina Rei, Alex Baroni, Nicolò Fabi, Vito Marletta e Randy Roberts
- Mario Zannini Quirini per Domino
- Fio Zanotti per Anna Oxa e Francesco Baccini

## Giuria di qualità
- Luciano Pavarotti
- Paolo Bonolis
- Bill Conti
- Mario Missiroli
- Gino Paoli
- Armando Trovajoli
- Nicola Piovani

## DopoFestival
Condotto da Bruno Vespa con la partecipazione di Gigi Vesigna e Valeria Marini come ospiti fissi.

## Ospiti
Questi gli ospiti che si sono esibiti nel corso delle cinque serate di quest'edizione del Festival di Sanremo:
- Mark Owen – Clementine
- Jamiroquai – Cosmic Girl
- Spice Girls – Wannabe e Say You'll Be There
- Lionel Richie – All Night Long (All Night)
- David Bowie – Little Wonder
- Bee Gees – Alone
- Fugees – No Woman, No Cry
- Warren G – I Shot the Sheriff
- Al Jarreau – Medley
- Kula Shaker – Tattva
- Natalie Cole – Stardust
- Blackwood – Ride on the Rhythm
- Mireille Mathieu – La Vie en rose

## Piazzamenti in classifica dei singoli
| Artista        | Singolo                        | Italia (Massima posizione raggiunta) |
| -------------- | ------------------------------ | ------------------------------------ |
| Nek            | Laura non c'è                  | 2                                    |
| Carmen Consoli | Confusa e felice               | 3                                    |
| Patty Pravo    | ...e dimmi che non vuoi morire | 4                                    |
| Jalisse        | Fiumi di parole                | 9                                    |
| Silvia Salemi  | A casa di Luca                 | 9                                    |

## Compilation
- Super Sanremo '97

Super Sanremo '97 è una compilation pubblicata dall'etichetta discografica Columbia nel febbraio dello stesso anno.  
Si tratta di un doppio album contenente 37 dei 41 brani partecipanti al Festival di Sanremo 1997, unica raccolta ufficiale relativa alla suddetta edizione.
La pubblicazione si rivela un grande successo commerciale, giungendo alla posizione #2 dell'hit parade e, in seguito, alla posizione #29 degli albums più venduti del 1997 in Italia.

## Curiosità
- Durante il Festival i conduttori commisero numerosi errori nel pronunciare i titoli delle canzoni: Mike Bongiorno storpiò diverse volte il nome del brano di Silvia Salemi A casa di Luca dicendo A casa di Lucia, mentre Piero Chiambretti introdusse il pezzo di Luca Lombardi come Sonia dice no anziché Sonia dice di no e Valeria Marini chiamò il brano dell'ospite Warren G Shot of the Sheriff invece di I Shot the Sheriff.
- Striscia la notizia annunciò in anticipo il vincitore in un modo criptico, dicendo che a vincere sarebbero stati i "Micio-micio-bau-bau"; i Jalisse, in un'intervista, avevano spiegato che il loro nome non aveva un significato preciso e che avrebbero potuto chiamarsi benissimo «Micio-micio-bau-bau».[6]